# Municipio de Calakmul
El municipio de Calakmul (del maya yucateco: Kaꞌaláakꞌmúul ‘Dos pirámides adyacentes’) es uno de los 13 municipios del estado de Campeche y fue establecido por decreto del 31 de diciembre de 1996 segregándolo del Municipio de Hopelchen y del Municipio de Champoton su cabecera es la población de Xpujil. En este municipio, denominado también El Petén campechano se encuentra Calakmul, uno de los yacimientos arqueológicos más importantes de la cultura maya y el bosque natural tropical protegido que lo rodea, constituyendo ambos el primer sitio mixto, tanto natural como cultural, de México, en la lista del Patrimonio de la Humanidad de la Unesco.

## Geografía
Calakmul está situado en el extremo sureste del territorio de Campeche, en la región de la selva y tiene límites con los municipios de Candelaria, Champotón, Escárcega al oeste, Hopelchén al norte, al este con Belice y el Estado de Quintana Roo particularmente con los municipios de Bacalar, José María Morelos y Othón P. Blanco. Al sur limita con Guatemala. con el municipio de San Andrés. Desde su creación en 1996, ha tenido conflictos fronterizos con Quintana Roo sobre el posicionamiento de los límites entre ambos estados.

### Orografía
El territorio del municipio es mayormente plano, como el resto de la península de Yucatán, sin embargo en él se tiene algunos relieves de escasa altura que forman parte de la Meseta de Zoh laguna, haciendo de su territorio el de mayor elevación del estado de Campeche, en él se encuentra, cercano a la frontera con Guatemala, el Cerro Champerico que con 390 m s. n. m. es la mayor elevación del estado de Campeche.

### Hidrografía
El territorio del municipio de Calkmul hidrológicamente pertenece a la Región Grijalva-Usumacinta, Cuenca Laguna de Términos, a la Región Yuctán-Oeste (Campeche), Cuencas cerradas y la Región Yucatán-Este (Quintana Roo), Cuencas cerradas y Cuenca Bahía de Chetumal y otras.
La alta permeabilidad de los suelos de la región hace muy difícil la formación de corrientes superficiales y cuerpos de agua, sin embargo, al igual que en el vecino municipio quintanarroense de Othón P. Blanco, en el municipio de Calakmul si se logran dar condiciones para la retención superficial de agua, aunque sea en pequeñas corrientes y lagunas, hacia el interior del territorio se encuentra el Río Desempeño y su tributario el Río Pozas.
Ambas corrientes son mayoritariamente estacionales, incrementadas con las lluvias y tienen una dirección predominante de sur a norte, ambos ríos se diluyen en la selva sin llegar a desembocar, así mismo en el municipio tiene su origen el Río Escondido, de la misma naturaleza que los anteriores y que se dirige de oeste a este, se interna en Quintana Roo donde se une al Río Hondo y finalmente en el extremo sureste del territorio fluye el Río Azul, que proveniente del Guatemala, pasa luego a Quintana Roo donde marca un sector del límite internacional con Belice y luego forma al Río Hondo; así mismo se encuentra tres lagunas principales: la Laguna de Noh, Laguna El Teniente y Laguna de Alvarado.

### Clima y ecosistemas
El clima predominante está clasificado como Cálido subhúmedo con lluvias en verano,

## Demografía
Según el censo de población y vivienda llevado a cabo por el Instituto Nacional de Estadística y Geografía en 2005, la población total del Municipio de Calakmul es de 23,814 personas, de este total, 12,140 son hombres y 11,674 son mujeres.

### Localidades

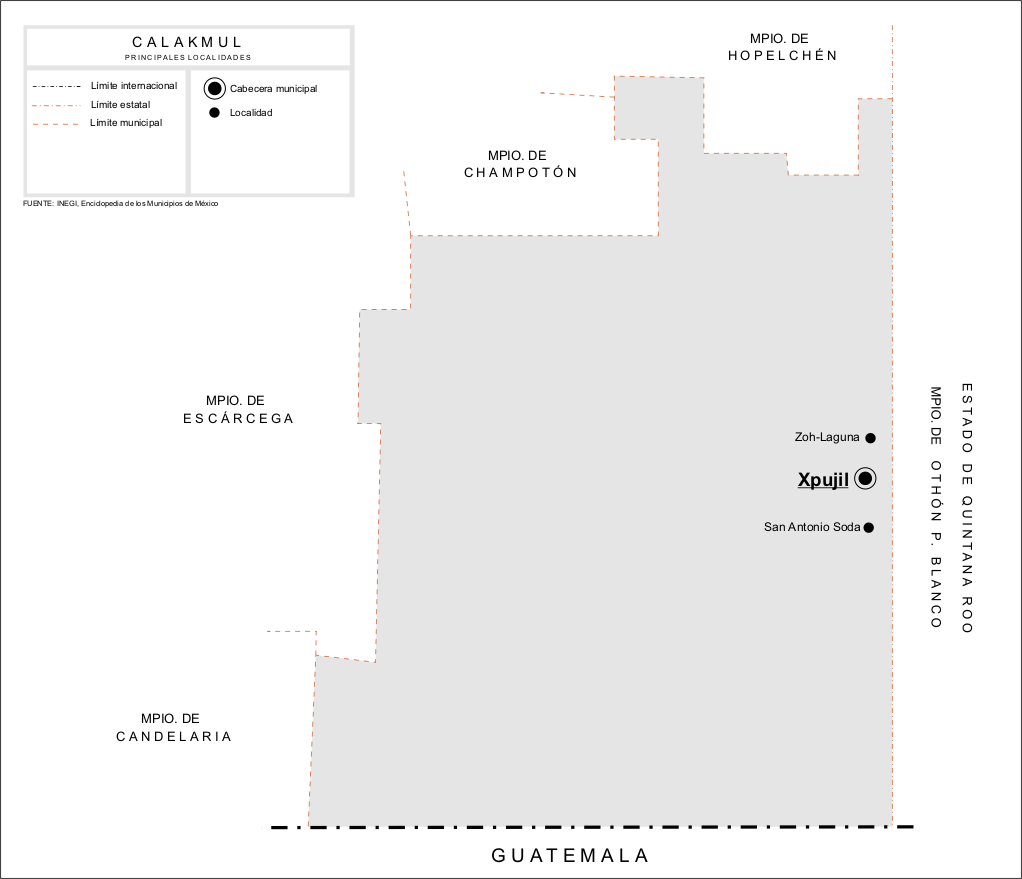
Principales localidades de Calakmul.

En el territorio del municipio hay un total de 159 localidades, la población de las principales es la siguiente:
| Código INEGI      | Localidad         | Población (2020) |
| ----------------- | ----------------- | ---------------- |
| 040100001         | Xpujil            | 5 729            |
| 040100066         | Constitución      | 1 386            |
| 040100272         | Zoh-Laguna        | 1 144            |
| Otras localidades | Otras localidades | 23 455           |
| Total municipal   | Total municipal   | 31 714           |

## Política
El Municipio de Calakmul fue creado por decreto del 31 de diciembre de 1996, con anterioridad a esto su territorio pertenecía Mayormente al Municipio de Champoton y otra parte incluyendo la cabecera al Municipio de Hopelchén, sin embargo el crecimiento poblacional y desarrollo de la región, además de su lejanía con Hopelchén, localizada un tanto al norte del estado, llevaron a la creación del municipio.
El gobierno del municipio le corresponde al Ayuntamiento, que es electo para un periodo de tres años no reelegibles para el periodo inmediato y está conformado por un Presidente Municipal, ocho regidores, cinco electos por mayoría elativa y tres por representación proporcional y dos síndicos, uno por mayoría y otro por representación proporcional.

### División administrativa
Para su administración interior el municipio se divide en una junta municipal (Constitución), cinco comisarías municipales y cuarenta y nueve agencias municipales.
Los presidentes de las Juntas municipales y los comisarios municipales son electos por voto popular directo según usos y costumbres para un periodo de tres años, los agentes municipales son nombrados directamente por el presidente municipal para el mismo periodo.

###### Presidentes Municipales
| Nombre                       | Partido | Periódo   |
| ---------------------------- | ------- | --------- |
| Guadalupe Acevedo Rodríguez  | Morena  | 2024-2027 |
| Luis Alvarado Moo            | Morena  | 2021-2024 |
| Luis Felipe Mora Hernández   | PRI     | 2018-2021 |
| Juan Enrique González Chan   | PAN     | 2015-2018 |
| Baltazar González Zapata     | PRI     | 2012-2015 |
| Miguel Gutiérrez Sanchez     | PRI     | 2009-2012 |
| Luis A. González Caamal      | PRD     | 2006-2009 |
| Julio Cesar Pulido Contreras | PRI     | 2003-2006 |
| Epifanio Hernández Cervantes | PRI     | 2000-2003 |
| Eliseo Ek Alcocer            | PRI     | 1997-2000 |

## Hermanamientos
La ciudad de Calakmul tiene Hermanamientos con 00005 ciudades alrededor del mundo
- Las Cruces, Guatemala (2014)[15]
- Flores, Guatemala (2014)[16]
- Palenque (2016)[17][18]
- Corozal (2019)[19]